# Kvalifikace na Mistrovství Evropy ve fotbale 1984 – skupina 7
Zápasy kvalifikační skupiny 7 na Mistrovství Evropy ve fotbale 1984 se konaly v letech 1982 a 1983. Z pěti účastníků si postup na závěrečný turnaj vybojoval vítěz skupiny.

## Tabulka
| Tým        | B  | Z | V | R | P | VG | IG |
| ---------- | -- | - | - | - | - | -- | -- |
| Španělsko  | 13 | 8 | 6 | 1 | 1 | 24 | 8  |
| Nizozemsko | 13 | 8 | 6 | 1 | 1 | 22 | 6  |
| Irsko      | 9  | 8 | 4 | 1 | 3 | 20 | 10 |
| Island     | 3  | 8 | 1 | 1 | 6 | 3  | 13 |
| Malta      | 2  | 8 | 1 | 0 | 7 | 5  | 37 |

## Zápasy
| 5. června 1982              |     |                     |                                                                                        |
| Malta                       | 2:1 | Island              | Stadion Comunale Giovanni Celeste, Messina diváci: 1 271 rozhodčí: Pietro D'elia (ITA) |
| Spiteri Gonzi 44' Fabri 48' |     | Geirsson 51' (pen.) | Stadion Comunale Giovanni Celeste, Messina diváci: 1 271 rozhodčí: Pietro D'elia (ITA) |

| 1. září 1982   |     |                |                                                                          |
| Island         | 1:1 | Nizozemsko     | Laugardalsvöllur, Reykjavík diváci: 7 000 rozhodčí: Brian McGinlay (SCO) |
| Eðvaldsson 49' |     | Schoenaker 51' | Laugardalsvöllur, Reykjavík diváci: 7 000 rozhodčí: Brian McGinlay (SCO) |

| 22. září 1982            |     |          |                                                              |
| Nizozemsko               | 2:1 | Irsko    | De Kuip, Rotterdam diváci: 20 500 rozhodčí: Ivan Gregr (TCH) |
| Schoenaker 1' Gullit 64' |     | Daly 80' | De Kuip, Rotterdam diváci: 20 500 rozhodčí: Ivan Gregr (TCH) |

| 13. října 1982             |     |        |                                                                 |
| Irsko                      | 2:0 | Island | Lansdowne Road, Dublin diváci: 20 000 rozhodčí: Paul Rion (LUX) |
| Stapleton 36' Grealish 75' |     |        | Lansdowne Road, Dublin diváci: 20 000 rozhodčí: Paul Rion (LUX) |

| 27. října 1982 |     |        |                                                                                 |
| Španělsko      | 1:0 | Island | Estadion La Rosaleda, Málaga diváci: 12 000 rozhodčí: Mario da Silva Luis (POR) |
| Pedraza 60'    |     |        | Estadion La Rosaleda, Málaga diváci: 12 000 rozhodčí: Mario da Silva Luis (POR) |

| 17. listopadu 1982           |     |                                       |                                                                   |
| Irsko                        | 3:3 | Španělsko                             | Lansdowne Road, Dublin diváci: 39 000 rozhodčí: Jan Redelfs (FRG) |
| Grimes 2' Stapleton 64', 76' |     | Maceda 31' Martin 47' (vl.) Muñoz 60' | Lansdowne Road, Dublin diváci: 39 000 rozhodčí: Jan Redelfs (FRG) |

| 19. prosince 1982 |     |                                                                        |                                                                    |
| Malta             | 0:6 | Nizozemsko                                                             | Tivoli Stadium, Aachen diváci: 18 000 rozhodčí: Dieter Pauly (FRG) |
|                   |     | Ophof 22' (pen.) van Kooten 25', 71' Hovenkamp 34' Schoenaker 39', 51' | Tivoli Stadium, Aachen diváci: 18 000 rozhodčí: Dieter Pauly (FRG) |

| 16. února 1983   |     |            |                                                                                      |
| Španělsko        | 1:0 | Nizozemsko | Estadion Ramón Sánchez Pizjuán, Sevilla diváci: 45 000 rozhodčí: Paolo Bergamo (ITA) |
| Señor 44' (pen.) |     |            | Estadion Ramón Sánchez Pizjuán, Sevilla diváci: 45 000 rozhodčí: Paolo Bergamo (ITA) |

| 30. března 1983 |     |               |                                                                                 |
| Malta           | 0:1 | Irsko         | Ta' Qali National Stadium, Ta' Qali diváci: 6 487 rozhodčí: Adolf Mathias (AUT) |
|                 |     | Stapleton 89' | Ta' Qali National Stadium, Ta' Qali diváci: 6 487 rozhodčí: Adolf Mathias (AUT) |

| 27. dubna 1983                 |     |       |                                                                     |
| Španělsko                      | 2:0 | Irsko | La Romareda, Zaragoza diváci: 45 000 rozhodčí: Valeri Butenko (URS) |
| Santillana 44' Poli Rincón 89' |     |       | La Romareda, Zaragoza diváci: 45 000 rozhodčí: Valeri Butenko (URS) |

| 15. května 1983   |     |                                     |                                                                                            |
| Malta             | 2:3 | Španělsko                           | Ta' Qali National Stadium, Ta' Qali diváci: 7 732 rozhodčí: Evangelos Giannakoudakis (GRE) |
| Busuttil 30', 47' |     | Señor 21' Carrasco 60' Gordillo 84' | Ta' Qali National Stadium, Ta' Qali diváci: 7 732 rozhodčí: Evangelos Giannakoudakis (GRE) |

| 29. května 1983 |     |           |                                                                          |
| Island          | 0:1 | Španělsko | Laugardalsvöllur, Reykjavík diváci: 7 055 rozhodčí: Ronald Bridges (WAL) |
|                 |     | Maceda 9' | Laugardalsvöllur, Reykjavík diváci: 7 055 rozhodčí: Ronald Bridges (WAL) |

| 5. června 1983 |     |       |                                                                         |
| Island         | 1:0 | Malta | Laugardalsvöllur, Reykjavík diváci: 5 718 rozhodčí: Alex Jacobsen (DEN) |
| Eðvaldsson 43' |     |       | Laugardalsvöllur, Reykjavík diváci: 5 718 rozhodčí: Alex Jacobsen (DEN) |

| 7. září 1983                         |     |        |                                                                            |
| Nizozemsko                           | 3:0 | Island | Oosterpark Stadion, Groningen diváci: 7 000 rozhodčí: Andrzej Libich (POL) |
| R. Koeman 17' Gullit 19' Houtman 21' |     |        | Oosterpark Stadion, Groningen diváci: 7 000 rozhodčí: Andrzej Libich (POL) |

| 21. září 1983 |     |                                    |                                                                          |
| Island        | 0:3 | Irsko                              | Laugardalsvöllur, Reykjavík diváci: 13 706 rozhodčí: Gérard Biguet (FRA) |
|               |     | Waddock 16' Robinson 21' Walsh 81' | Laugardalsvöllur, Reykjavík diváci: 13 706 rozhodčí: Gérard Biguet (FRA) |

| 12. října 1983              |     |                                |                                                                   |
| Irsko                       | 2:3 | Nizozemsko                     | Dalymount Park, Dublin diváci: 35 000 rozhodčí: André Daina (SUI) |
| Waddock 7' Brady 35' (pen.) |     | Gullit 51', 76' Van Basten 66' | Dalymount Park, Dublin diváci: 35 000 rozhodčí: André Daina (SUI) |

| 16. listopadu 1983     |     |                |                                                                  |
| Nizozemsko             | 2:1 | Španělsko      | De Kuip, Rotterdam diváci: 58 000 rozhodčí: Michel Vautrot (FRA) |
| Houtman 26' Gullit 63' |     | Santillana 41' | De Kuip, Rotterdam diváci: 58 000 rozhodčí: Michel Vautrot (FRA) |

| 16. listopadu 1983                                                                  |     |       |                                                                   |
| Irsko                                                                               | 8:0 | Malta | Dalymount Park, Dublin diváci: 8 500 rozhodčí: Ole Amundsen (DEN) |
| Lawrenson 25', 63' Stapleton 28' O'Callaghan 35' Sheedy 74', 84' Brady 76' Daly 86' |     |       | Dalymount Park, Dublin diváci: 8 500 rozhodčí: Ole Amundsen (DEN) |

| 17. prosince 1983                                         |     |       |                                                                 |
| Nizozemsko                                                | 5:0 | Malta | De Kuip, Rotterdam diváci: 58 000 rozhodčí: Klaus Peschel (GDR) |
| Brocken 19' Wijnstekers 30' Rijkaard 74', 90' Houtman 79' |     |       | De Kuip, Rotterdam diváci: 58 000 rozhodčí: Klaus Peschel (GDR) |

| 21. prosince 1983                                                                                  |      |               |                                                                                 |
| Španělsko                                                                                          | 12:1 | Malta         | Estadion Benito Villamarín, Sevilla diváci: 25 000 rozhodčí: Erkan Göksel (TUR) |
| Santillana 16', 26', 29', 76' Poli Rincón 47', 57', 64', 78' Maceda 62', 63' Sarabia 80' Señor 83' |      | Degiorgio 24' | Estadion Benito Villamarín, Sevilla diváci: 25 000 rozhodčí: Erkan Göksel (TUR) |